# 프리드리히 비트 (작곡가)
프리드리히 예레미아스 비트(독일어: Friedrich Jeremias Witt, 1770년 11월 8일~1836년 1월 3일)는 독일의 작곡가이자 첼리스트이다. 그는 아마도 한때 루트비히 판 베토벤의 것으로 알려진, 예나 교향곡 C장조 교향곡의 가능성 있는 작가로 가장 잘 알려져 있다.